# Aberdeen Football Club 2020-2021
Questa voce raccoglie le informazioni riguardanti l'Aberdeen Football Club nelle competizioni ufficiali della stagione 2020-2021.

## Stagione
- In Scottish Premiership l'Aberdeen si classifica al 4º posto (56 punti), dietro all'Hibernian e davanti al St. Johnstone.
- In Scottish Cup viene eliminato al quarto turno dal Livingston (2-2 e poi 3-5 ai rigori).
- In Scottish League Cup viene eliminato al secondo turno dal St. Mirren (2-1).
- In Europa League supera il primo turno preliminare battendo i faroesi del NSÍ Runavík (6-0) e il secondo turno battendo i norvegesi del Viking (0-2), poi viene eliminato al terzo turno preliminare dai portoghesi dello Sporting Lisbona (1-0).

## Maglie e sponsor
| Casa | Trasferta |

## Rosa
| N. |                             | Ruolo | Calciatore           |
| -- | --------------------------- | ----- | -------------------- |
| 1  | Inghilterra (bandiera)      | P     | Joe Lewis (capitano) |
| 2  | Inghilterra (bandiera)      | D     | Shay Logan           |
| 3  | Irlanda (bandiera)          | D     | Tommie Hoban         |
| 4  | Scozia (bandiera)           | D     | Andy Considine       |
| 5  | Giamaica (bandiera)         | D     | Greg Leigh           |
| 6  | Scozia (bandiera)           | D     | Michael Devlin       |
| 7  | Scozia (bandiera)           | A     | Fraser Hornby        |
| 8  | Scozia (bandiera)           | A     | Callum Hendry        |
| 9  | Inghilterra (bandiera)      | A     | Curtis Main          |
| 10 | Irlanda del Nord (bandiera) | A     | Niall McGinn         |
| 11 | Galles (bandiera)           | C     | Ryan Hedges          |
| 14 | Galles (bandiera)           | D     | Ash Taylor           |

| N. |                             | Ruolo | Calciatore      |
| -- | --------------------------- | ----- | --------------- |
| 15 | Scozia (bandiera)           | C     | Dylan McGeouch  |
| 17 | Irlanda (bandiera)          | C     | Jonny Hayes     |
| 18 | Scozia (bandiera)           | A     | Connor McLennan |
| 19 | Scozia (bandiera)           | C     | Lewis Ferguson  |
| 22 | Albania (bandiera)          | A     | Florian Kamberi |
| 23 | Scozia (bandiera)           | C     | Ethan Ross      |
| 24 | Scozia (bandiera)           | C     | Dean Campbell   |
| 25 | Scozia (bandiera)           | C     | Scott Wright    |
| 32 | Inghilterra (bandiera)      | A     | Ryan Edmondson  |
| 33 | Irlanda del Nord (bandiera) | A     | Matty Kennedy   |
| 40 | Scozia (bandiera)           | C     | Ross McCrorie   |
| 43 | Inghilterra (bandiera)      | P     | Gary Woods      |